# Kościół św. Anny w Długołęce
Kościół św. Anny w Długołęce – katolicki kościół parafialny zlokalizowany we wsi Długołęka w gminie Nowogard, w powiecie goleniowskim (województwo zachodniopomorskie).

## Historia i architektura
Kościół powstał na przełomie XV i XVI wieku. Murowany z kamienia i cegły, wzniesiony został na planie prostokąta. Na przełomie XVIII i XIX wieku został przebudowany. Od strony wschodniej zachował się gotycki szczyt, blendowany i zwieńczony sterczynami. Od zachodu do kościoła dostawiona jest trzykondygnacyjna, drewniana, odeskowana wieża. Korpus nakryty jest dachem dwuspadowym, wieża natomiast nakryta jest prowizorycznym, płaskim dachem. Po II wojnie światowej kościół początkowo był nieużytkowany, został konsekrowany jako świątynia katolicka w 1954 roku. Od 1985 roku jest kościołem parafialnym.
Wnętrze kościoła nakryte jest drewnianym, belkowanym stropem. Nad wejściem znajduje się drewniana empora. W kościele znajduje się granitowa, romańska chrzcielnica. Ponadto zachowały się historyczne żyrandole i XVIII-wieczne ławki.
Wokół kościoła znajduje się teren dawnego cmentarza, ogrodzony kamiennym murem.